# إيفان شارب (لاعب كرة قدم أسترالية)
إيفان شارب (بالإنجليزية: Ivan Sharp)‏ هو لاعب كرة قدم أسترالية أسترالي، ولد في 3 أغسطس 1909، وتوفي في 24 مارس 1989.

## وصلات خارجية
- إيفان شارب على موقع AustralianFootball.com (الإنجليزية)
- إيفان شارب على موقع AFLtables.com (الإنجليزية)